# Frente Moro de Libertação Islâmica

A bandeira do grupo

A Frente Moro de Libertação Islâmica (FMLI no árabe  : جبهة تحرير مورو الإسلامية, Jabhat Moro Tahrir al-Islamiyyah) é uma grupo islâmico que se rebelou contra o governo das Filipinas com o objetivo de criar um Estado islâmico no sul do país. Foi formado em 1977 como uma dissidência da Frente Moro de Libertação Nacional.
Em março de 2014, a guerrilha FMLI assinou um acordo de paz com o governo filipino, com a promessa de encerrar a luta armada na região de Bangsamoro.